# 沈悌
沈悌（1942年—），汉族，中华人民共和国政治人物、第十一届全国政协委员。
担任中国医学科学院北京协和医院内科学系主任、主任医师。2008年，当选第十一届全国政协委员，代表医药卫生界，分入第四十六组。并担任文史和学习委员会专委。